# Isabel Burr
Isabel Burr Martín (Ciudad de México, 7 de septiembre de 1988) es una actriz mexicana. Se dio a conocer gracias a su interpretación de Adela Huerta, una chica rebelde y sin límites en la telenovela colombiana de MTV, Niñas Mal. En 2020, interpretó a la joven Virginia Aguirre de la Mora (versión juvenil del personaje de Verónica Castro) en la tercera temporada de la serie original de Netflix, La casa de las flores y su posterior película de 2021.

## Biografía
Isabel Burr nació el 7 de septiembre de 1988 en la Ciudad de México, pero creció en la ciudad de Querétaro. Es hija de Glenn Burr y Mercedes Martín. Tiene una hermana menor llamada María. A los 19 años se mudó a Los Ángeles donde estudió actuación y teatro en el Lee Strasberg Theatre and Film Institute. 
En entrevista para la revista GQ: «Uno de los más grandes retos se presentó cuando decidí salirme de casa para estudiar actuación en Los Ángeles, en ese entonces tenía 19 años y no conocía a nadie. Dejar a mi familia y aprender lo que significa vivir sola fue muy duro. Y recientemente, ya establecida como actriz, uno de los retos ha sido tener que vivir en varios lugares por poco tiempo. Por diversos proyectos he tenido la oportunidad de viajar y eso es algo complicado, porque cuando te estás encariñando con las personas y cultura de esa ciudad, el proyecto termina.»
Posteriormente fue elegida para interpretar a Adela Huerta en la telenovela de MTV Niñas mal.
Audicionó en un video e inesperadamente obtuvo el papel protagónico de Adela Huerta en la telenovela Niñas mal primera producción de MTV al lado de Carmen Aub, Jéssica Sanjuán, Patricia Bermúdez, María Teresa Barreto, Ana María Aguilera y Diana Quijano. La telenovela se estrenó el 13 de septiembre de 2010. Burr es muy amiga de sus compañeros Mexicanos de la telenovela Niñas mal que son Carmen Aub, Daniel Tovar y Ricardo Polanco.
A mediados del segundo semestre del 2010 se anunció que participaría en la segunda temporada de Kdabra, la exitosa serie producida por Fox Telecolombia, junto a Christopher Von Uckermann. Posteriormente se reveló que el personaje a interpretar seria Lisboa, una tarotista de 25 años de edad. La filmación de la serie empezó en noviembre de 2010 y finalizó en febrero de 2011.
A finales del segundo semestre del 2017 Televisión Azteca, retomando la producción de teleseries, presenta La hija pródiga protagonizada por Isabel Burr compartiendo elenco con Christian de la Campa, Andrea Martí, Alejandro Camacho y una vez más con la peruana Diana Quijano, también con la participación antagónica de Leonardo Daniel y Aldo Gallardo. Las filmaciones comenzaron en agosto de 2017 y culminaron en noviembre del mismo año.
En 2020, toma lugar en la tercera temporada de La casa de las flores, donde interpreta a la joven Virginia Aguirre de la Mora, personaje abordado por Verónica Castro en las primeras dos temporadas, a su vez en 2021 vuelve a ser interpretado para la película a modo de spin-off de la serie principal.
En Octubre del 2021 anuncia su participación protagonica en Si nos dejan, una telenovela de Televisa donde interpreta a Yuri, una integrante de la familia principal.

## Filmografía

### Televisión
- Datos: Q5920698

| Año           | Título                            | Rol                             | Notas                              |
| ------------- | --------------------------------- | ------------------------------- | ---------------------------------- |
| 2010          | Niñas mal                         | Adela Huerta Alba               | Protagonista                       |
| 2011          | Kdabra                            | Paula Lisboa                    | Elenco principal, 10 episodios     |
| 2012          | El Talismán                       | Fabiola Negrete                 | Actuación estelar                  |
| 2013          | MTV Millennial Awards             | Ella misma                      | Presentadora                       |
| 2013          | Making la Novela                  | Ella misma                      | Invitada                           |
| 2013          | Niñas mal 2                       | Adela Huerta Alba               | Protagonista                       |
| 2014          | Amor sin reserva                  | Claudia                         | Actuación especial                 |
| 2015          | Yo quisiera                       | Claudia "La Llorona"            | Elenco principal, 48 episodios     |
| 2015          | Señora Acero 2                    | Begoña Juárez                   | Invitada especial, 72 episodios    |
| 2016          | Dios Inc.                         | Areta Pereyra Galván            | Elenco principal, 11 episodios     |
| 2016          | Hasta que te conocí               | Verónica Castro                 | Episodio: «El divo»                |
| 2016          | Perseguidos                       | Camila Solís                    | Actuación estelar                  |
| 2017          | La hija pródiga                   | Alicia Montejo García           | Protagonista                       |
| 2018          | Luis Miguel                       | Adela Noriega                   | Episodio: «Todo el amor del mundo» |
| 2019—2020     | Médicos, línea de vida            | Cynthia Guerrero                | Co-protagonista                    |
| 2020          | La casa de las flores             | Virginia Aguirre (joven)        | Elenco principal, 13 episodios     |
| 2021          | Si nos dejan                      | Yuridia «Yuri» Carranza Montiel | Rol principal                      |
| 2024—presente | Dra. Lucia, un don extraordinario | Dra. Helena Guajardo            | Rol principal                      |

### Cine
| Año  | Película                           | Rol                         | Director           | Notas |
| ---- | ---------------------------------- | --------------------------- | ------------------ | ----- |
| 2015 | A la Mala                          | Dani                        | Pedro Pablo Ibarra |       |
| 2016 | El lamento                         | Camila                      | Juan Camilo Pinzón |       |
| 2021 | La Casa de las Flores: la película | Virginia Aguirre de la Mora | Manolo Caro        |       |
| 2023 | Welcome al Norte                   | Caro                        | Gustavo Loza       |       |
| 2024 | Cazadoras de Millonarios           | Danielle                    |                    |       |
| 2025 | Algo azul                          | Renata                      | [ 9 ]              |       |

### Videos musicales
| Año  | Título     | Artista          | Notas                                          |
| ---- | ---------- | ---------------- | ---------------------------------------------- |
| 2014 | Perdón     | Barston          | Aparición principal                            |
| 2014 | Attraction | Marlene Turanzas | Aparición principal, junto a Ricardo Korkowski |